# Hiltonius fossulifer
Hiltonius fossulifer är en mångfotingart som först beskrevs av Pocock 1908.  Hiltonius fossulifer ingår i släktet Hiltonius och familjen Spirobolidae. Inga underarter finns listade i Catalogue of Life.